# چشمه زیتون
چشمه زیتون، روستایی از توابع بخش همایجان شهرستان سپیدان در استان فارس ایران است.

## جمعیت
این روستا در دهستان سرناباد قرار دارد و براساس سرشماری مرکز آمار ایران در سال ۱۳۸۵، جمعیت آن ۸۵ نفر (۲۶خانوار) بوده‌است.